# Robert Young (acteur)
Pour les articles homonymes, voir Robert Young et Young.
Robert Young est un acteur américain, né Robert George Young à Chicago, Illinois (États-Unis), le 22 février 1907 et mort le 21 juillet 1998 à Westlake Village, en Californie (États-Unis). 

## Carrière

### Cinéma
Après ses études, Robert Young étudie et joue à la Pasadena Playhouse (en) tout en faisant des petits boulots et des rôles de figuration dans des films muets. Il est repéré par un découvreur de talents de la MGM avec qui il signe un contrat. Il fait ses débuts dans le cinéma parlant avec le film  The Black Camel en 1931. Il accède aux premiers rôles dès l'année suivante.
Il joua dans plus de cent films entre 1931 et 1952, principalement des films de série B, tournés en deux à  trois semaines, et pouvait donc en tourner six à huit par an, sans avoir la possibilité de refuser sous peine d'être renvoyé. D'un physique agréable et sympathique, il fut le plus souvent catalogué dans des compositions légères, abonné aux comédies et films romantiques, également à l'aise dans le suspense et le musical.
Dans ce registre, il fut le partenaire charmant d'actrices aussi brillantes que Barbara Stanwyck, Janet Gaynor (sous la direction de Henry King), Joan Crawford, Claudette Colbert, Luise Rainer, Ann Sothern, Maureen O'Sullivan ; les Françaises Simone Simon (chez Allan Dwan) et Annabella ; Jeanette MacDonald (dans un film de W. S. Van Dyke), Maureen O'Hara, Betty Grable, Eleanor Powell, la jeune Shirley Temple et la débutante Lana Turner, parfois opposé à d'autres stars masculines (Melvyn Douglas, William Powell, Don Ameche...), dans plusieurs films signés Wesley Ruggles et Walter Lang, parfois sur des sujets de Francis Scott Fitzgerald ou Christopher Isherwood. Dans Tugboat Annie de Mervyn LeRoy, il joue le fils de Marie Dressler et Wallace Beery (redoutable ascendance...) et il est confronté au non moins redoutable Charles Laughton dans une adaptation d'Oscar Wilde mise en scène par Jules Dassin.
L'un de ses rôles les plus intéressants fut dans Souvenirs de King Vidor en 1941 aux côtés d'Hedy Lamarr, rôle obtenu grâce à la défection de Robert Montgomery et d'autres acteurs de la liste A. Dans des productions de prestige, il est souvent concurrencé par d'autres acteurs : Gary Cooper (chez Howard Hawks), Robert Montgomery (chez Jack Conway), James Stewart ou Robert Taylor (dans des films de Frank Borzage, qui le dirige à trois reprises), ou encore Spencer Tracy (dans Le Grand Passage, de Vidor également), voire actrices (Katharine Hepburn).
Robert Young s'illustre également dans des œuvres réalisées par Alfred Hitchcock (une adaptation de William Somerset Maugham avec John Gielgud et Madeleine Carroll), Fritz Lang (une adaptation de Zane Grey où l'acteur rivalise avec Randolph Scott), William Dieterle (une adaptation de Lillian Hellman avec Sylvia Sidney), James Whale et Tod Browning.
À partir de 1943, Robert Young tenta des rôles plus difficiles dans des films comme Claudia d'Edmund Goulding (au succès tel qu'il engendra une suite), Le Cottage enchanté, Ils ne voudront pas me croire, Feux croisés d'Edward Dmytryk (où Young s'impose devant Robert Mitchum et Robert Ryan). Son interprétation de personnages antipathiques dans plusieurs de ces derniers films a été applaudie par de nombreux critiques.

### Télévision
Après un western, le film d'aventures exotiques Le Secret des Incas avec en vedette Charlton Heston (et la participation de la chanteuse Yma Sumac) est le dernier rôle qu'il tourne pour le grand écran. À partir de 1954, Robert Young se tourne exclusivement vers la télévision avec au départ une série culte : Papa a raison (Father Knows Best) qui rencontra un succès retentissant. Cependant, cette conversion fera du bruit et suscitera quelques critiques car il est l'une des premières stars du cinéma à endosser des rôles réguliers dans des séries, mais elle le rend plus populaire que jamais. Il est d'abord le héros de deux sitcoms, et la vedette invitée d'épisodes d'autres séries. Il tourne également plusieurs téléfilms. Dirigé à l'occasion par Ida Lupino ou Joseph Pevney, il croise sur ces tournages Richard Widmark (Vanished en 1971), Anne Baxter, mais aussi Barbara Hershey, Susan Dey et William Shatner (Little Women en 1978), ainsi que Drew Barrymore dans Conspiracy of Love en 1987. L'année suivante, il se retire des écrans.
Surtout, Robert Young a tenu le rôle-titre dans la fameuse série médicale Docteur Marcus Welby pour laquelle il obtient plusieurs prix. De nombreuses (futures souvent) stars de la télévision y participent : James Brolin et Sharon Gless dans des rôles réguliers, mais aussi Lindsay Wagner, Michele Lee, Tom Selleck, Eric Braeden, Beverly Garland, Lee Majors, Larry Hagman et Dick Sargent notamment, ainsi que quelques vétérans du cinéma (Richard Basehart, Anne Baxter, Vera Miles...).

## Filmographie sélective

### Cinéma
- 1931 : The Black Camel de Hamilton MacFadden : Jimmy Bradshaw
- 1931 : La Faute de Madelon Claudet (The Sin of Madelon Claudet) d'Edgar Selwyn
- 1931 :The Guilty Generation de Rowland V. Lee
- 1932 : Kid d'Espagne (The Kid from Spain) de Leo McCarey
- 1932 : Strange Interlude de Robert Z. Leonard
- 1932 : Unashamed de Harry Beaumont
- 1933 : Après nous le déluge (Today we live) d'Howard Hawks
- 1933 : Men Must Fight (en) d'Edgar Selwyn
- 1933 : Conflits (Hell Below) de Jack Conway
- 1933 : Tugboat Annie de Mervyn LeRoy
- 1934 : Mademoiselle Hicks (Spitfire) de John Cromwell
- 1934 : Hollywood Party : lui-même - commentateur à la radio -
- 1934 : La Maison des Rothschild (The House of Rothschild) d'Alfred L. Werker
- 1934 : Lazy River (en) de George B. Seitz
- 1934 : Whom the Gods Destroy de Walter Lang
- 1934 : Paris Interlude de Edwin L. Marin
- 1934 : Death on the Diamond de Edward Sedgwick
- 1934 : The Band Plays On de Russell Mack
- 1935 : Cocktails et Homicides (Remember Last Night?) de James Whale
- 1935 : West Point of the Air (en) de Richard Rosson
- 1935 : Vagabond Lady de Sam Taylor
- 1935 : Calm Yourself de George B. Seitz
- 1935 : Mexico et retour (Red Salute) de Sidney Lanfield
- 1935 : Je veux me marier (The Bride Comes Home) de Wesley Ruggles
- 1936 : It's Love Again de Victor Saville
- 1936 : The Three Wise Guys de George B. Seitz
- 1936 : Quatre de l'espionnage (The Secret Agent) de Alfred Hitchcock
- 1936 : Sworn Enemy (en) d'Edwin L. Marin
- 1936 : Carolyn veut divorcer (The Bride Walks Out) de Leigh Jason
- 1936 : The Longest Night d'Errol Taggart
- 1936 : Ching-Ching (Stowaway) de William A. Seiter
- 1937 : Dangerous Number de Richard Thorpe
- 1937 : À Paris tous les trois (I Met Him in Paris) de Wesley Ruggles
- 1937 : Married Before Breakfast de Edwin L. Marin
- 1937 : Le Secret des chandeliers (The Emperor's Candlesticks) de George Fitzmaurice
- 1937 : L'Inconnue du palace (The Bride Wore Red) de Dorothy Arzner
- 1937 : Les Cadets de la mer (Navy Blue and Gold) de Sam Wood
- 1938 : Trois Camarades (Three Comrades) de Frank Borzage
- 1938 : Josette et compagnie (Josette)  de Allan Dwan
- 1938 : Rich Man, Poor Girl de Reinhold Schünzel
- 1938 : Trois Hommes dans la neige (Paradise for Three) d'Edward Buzzell
- 1938 : Frou-frou (The Toy Wife) de Richard Thorpe
- 1939 : L'Ensorceleuse (The Shining Hour) de Frank Borzage
- 1939 : Miracles à vendre (Miracles for Sale) de Tod Browning
- 1939 : Honolulu de Edward Buzzell
- 1939 : Bridal Suite de Wilhelm Thiele
- 1939 : Maisie d'Edwin L. Marin
- 1940 : Le Grand Passage (Northwest Passage) de King Vidor
- 1940 : La Tempête qui tue (The Mortal Storm) de Frank Borzage
- 1940 : Florian d'Edwin L. Marin
- 1940 : Sporting Blood de S. Sylvan Simon
- 1940 : Dr Kildare's Crisis de Harold S. Bucquet
- 1941 : Les Pionniers de la Western Union (Western Union) de Fritz Lang : un « pied tendre », ridicule comme il faut
- 1941 : Divorce en musique (Lady Be Good) de Norman Z. McLeod
- 1941 : Souvenirs (H.M. Pulham, Esq.) de King Vidor
- 1942 : Journey for Margaret de W. S. Van Dyke
- 1942 : Cairo de W. S. Van Dyke
- 1943 : L'Amour travesti (Slightly dangerous), de Wesley Ruggles
- 1943 : Rosie l'endiablée (Sweet Rosie O'Grady) de Irving Cummings
- 1943 : Claudia (Claudia) de Edmund Goulding
- 1944 : Le Fantôme de Canterville (The Canterville Ghost) de Jules Dassin et Norman Taurog
- 1945 : Le Cottage enchanté (The Enchanted Cottage) de John Cromwell
- 1945 : Le Charme de l'amour (Those Endearing Young Charms) de Lewis Allen
- 1946 : Claudia et David de Walter Lang
- 1946 : Lady Luck (en) d'Edwin L. Marin
- 1947 : Ils ne voudront pas me croire (They Won't Believe Me) d'Irving Pichel
- 1947 : Feux croisés (Crossfire) d'Edward Dmytryk
- 1948 : Bonne à tout faire (Sitting Pretty) de Walter Lang
- 1948 : Du sang dans la sierra (Relentless) de George Sherman
- 1949 : La Dynastie des Forsyte (That Forsyte Woman) de Compton Bennett
- 1949 : Fiancée à vendre (Bride for Sale) de William D. Russell
- 1951 : La Flamme du passé (Good bye my fancy) de Vincent Sherman
- 1952 : La Peur du scalp (The Half-Breed) de Stuart Gilmore : Dan Craig
- 1954 : Le Secret des Incas de Jerry Hopper

### Télévision
- 1954-1960 : Papa a raison (Father Knows Best) (série télévisée) : Jim Anderson
- 1961-1962 : Window on Main Street (série télévisée) : Cameron Garrett Brooks
- 1965 : Le Jeune Docteur Kildare (Docteur Kildare) (série télévisée) : Dr Gilbert Winfield
- 1968 : Les Règles du jeu (The Name of The Game) (série télévisée) : Herman Allison
- 1969-1976 : Docteur Marcus Welby (Marcus Welby M.D.) (série télévisée) : Dr Marcus Welby
- 1978 : Les Quatre Filles du docteur March (Little Women) (Téléfilm) : James Lawrence
- 1984 : Le Retour de Marcus Welby (The Return of Marcus Welby, M.D.) (Téléfilm) : Dr Marcus Welby
- 1988 : Marcus Welby à Paris (Marcus Welby in Paris) (Téléfilm) : Dr Marcus Welby